# VJE
VJE（ヴイジェイイー）は、バックス（VACS）が開発したかな漢字変換ソフトウェア（日本語入力システム）。VJEの名称は、「VACS Japanese Entry system」の頭文字から取ったものである。

## 概要
当初より特定のアプリケーションに依存せず、独立した日本語入力プログラムとして開発された。
MS-DOS環境では、当初OSベンダーがMS-DOSに添付した能力の低い日本語入力システムか、アプリケーション内蔵か、一体でしか使用出来ない日本語入力システムが幅をきかせており、アプリケーションを選ばず日本語入力の出来るVJEはパーソナルコンピュータを高度に使用するユーザの強い支持を得た。
当時の文献では、動作が比較的軽い、半角かなからの漢字変換ができ、日英混在する文章を書く時に有利であるなどと評されている。
MS-DOSの時代からWindowsの時代に移行するにあたり、VJEのWindowsへの実装が遅れ、まともに動くVJE-Deltaが出るころにはOSに標準で付属するMS-IMEもあるレベルの精度に達し、一般ユーザが日本語入力システムを自ら選ぶということは少なくなった。
これに伴い、バックスはVJEの一般向け販売を2005年7月に終了した。
2008年にはYahoo!デベロッパーネットワークならびにYahoo!ノートパッドにVJEが提供された。

## 歴史
- VJE-86 （1984年） - 1文節最長一致
- VJE-II （1985年） - ローマ字入力
- VJE-α （1985年）
- VJE-Σ - αをアスキーで販売したもの
- VJE-β （1986年） - アスキーと共同開発 2文節最長一致 連文節変換 逐次自動変換 EMS
  - 1.2 （1987年） - スペースキーでの変換に対応
  - 2.0 （1989年）
  - 3.0 （1991年）
- VJE-γ （1991年） - Windows 3.0対応、3文節最長一致
  - 1.2 （1992年）
  - 2.0 （1993年）
- VJE-γ - NeXTSTEP対応。 ワープロソフト「VJE-Pen Super」にバンドルされていた。
- VJE-Delta （1994年） - AI変換。Windows 3.1対応
  - 2.0 （1995年） - 32bit UNICODE/XKP 入力補正
  - 2.5 （1997年） - 住所入力アクセサリ
  - 4.0 （2001年）
- MacVJE - ダイナウェア製。エンジン部のみVACS
- MacVJE-β
- MacVJE-γ
- MacVJE-Delta 1.0 （1996年）ダイナウェア
  - 4.0 （2002年）
- VJE-Delta 2.5 for Linux/FreeBSD （1998年）[3]
  - 2.5 for MkLinux/LinuxPPC （1999年）[4]
  - 3.0 （2000年）
- Compact-VJE （2001年） - 携帯電話（主に京セラ製ツーカー向け端末）、PDA
  - 1.0 for Palm （2002年） - Palm OS 4.0J対応。ダウンロード販売
  - 3.0 （2002年） - OEM販売のみ
  - 4.0 （2004年） - OEM販売のみ